# Šlapaberžė
Šlapaberžė (ryska: Шлапабярже) är en ort i Litauen. Den ligger i den centrala delen av landet, 120 km nordväst om huvudstaden Vilnius. Šlapaberžė ligger 66 meter över havet och antalet invånare är 583.
Terrängen runt Šlapaberžė är platt. Runt Šlapaberžė är det ganska glesbefolkat, med 42 invånare per kvadratkilometer. Närmaste större samhälle är Kėdainiai, 16,8 km söder om Šlapaberžė. Trakten runt Šlapaberžė består till största delen av jordbruksmark.